# Sabrina Starke

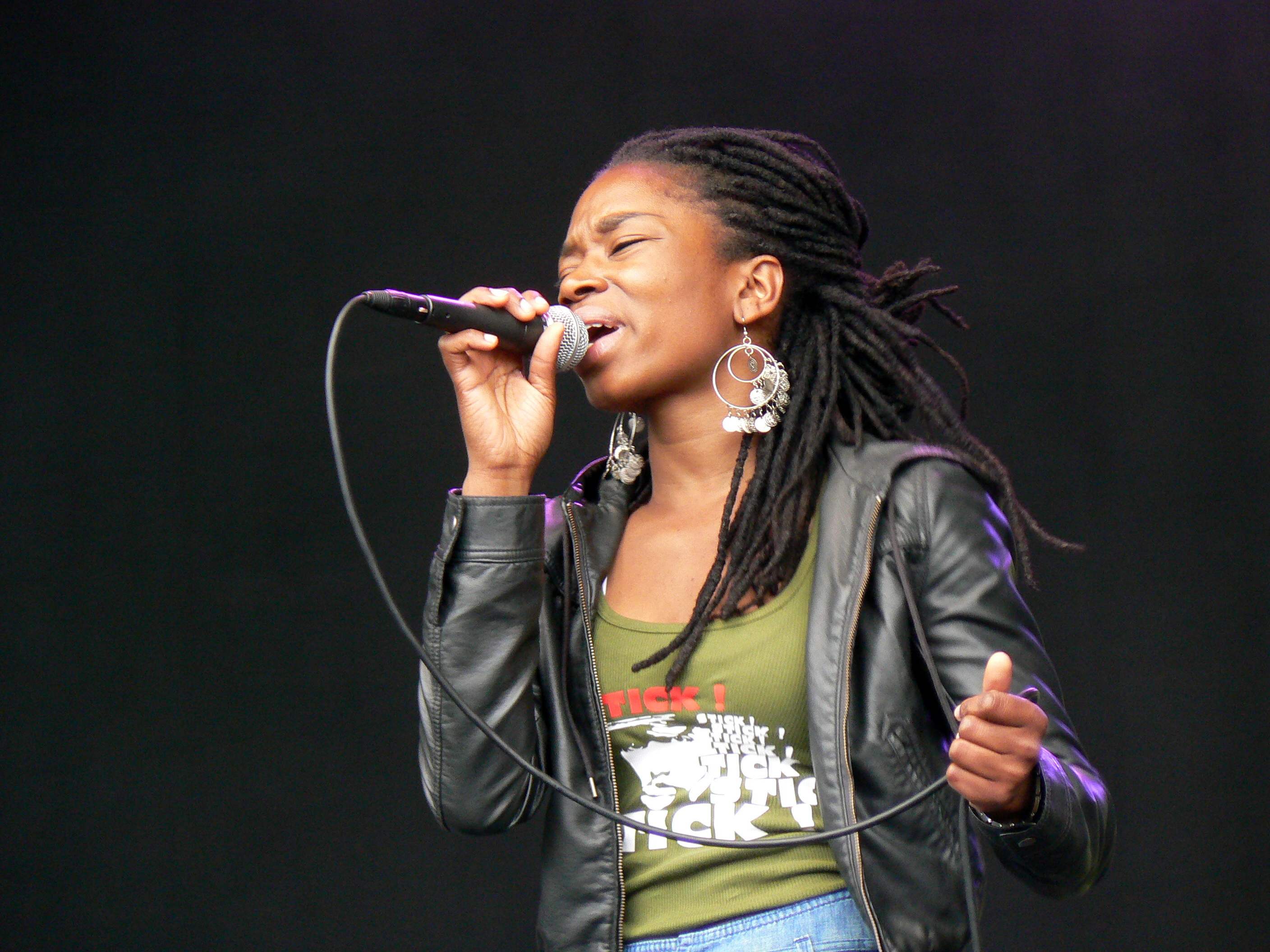
Sabrina Starke auf dem Festival Mundial

Sabrina Starke (* 9. August 1979 in Paramaribo, Suriname) ist eine niederländische Singer-Songwriterin aus Rotterdam. Bekannt wurde sie 2008 mit ihrem Gold-Album Yellow Brick Road. Ihre musikalische Ausrichtung wechselt zwischen Soul, Rhythm & Blues und Jazz.

## Leben
Die in Suriname geborene Starke kam bereits vor Vollendung ihres ersten Lebensjahres in die Niederlande. Ab dem Alter von 20 Jahren verfolgte sie zielstrebig eine Karriere als Musikerin. Zunächst sang sie in der Contemporary-R&B-Formation Maintain und vier Jahre später in der Rotterdamer Reggae-Band Equal. Sie lernte Gitarre und begann ein eigenes Repertoire zu komponieren und zu texten. Im Mai 2007 gewann sie die „Talent Night“ im ausverkauften „Oude Luxor“ zu Rotterdam. Erst dadurch erhielt sie die Gelegenheit, ein eigenes Album aufzunehmen. Das hiermit verbundene Preisgeld des Rotterdam Music Matters Award 2007 war das Startkapital für ihr erstes eigenes Album.
Zusammen mit Giovanca Ostiana, Neenah, Ntjamrosie und Senna Gourdou trat sie auch in der Formation „The Mighty 8“ auf. Von dieser über das Nationaal Pop Instituut (1997–2007) ermöglichten Frauen-Band wurde 2007 das Album Anthem veröffentlicht. Zwei der Titel darauf stammten von Starke.
Ihre Debütsingle Do for Love erschien im Sommer 2008 und erreichte Platz 5 der Tipparade der Nederlandse Top 40 und stieg bis auf Platz 10 der Single Top 100. Das Album Yellow Brick Road folgte am 1. Oktober 2008. Produziert und aufgenommen wurde es in Los Angeles vom niederländischen Produzentenduo Beat Royalty (Chris Kooreman and Edo Plasschaert). Gemixt wurde es in Burbank durch Brad Gilderman. Die meisten Kompositionen auf diesem Album entstanden gemeinsam mit dem Bassisten Robert Pronk. Der Titel ist dem Musicalfilm The Wiz (1978) entliehen, ein Remake von The Wizard of Oz. Am 9. März 2009 erreichten die Verkaufszahlen des Albums in den Niederlanden Gold-Status. In den niederländischen Albumcharts erreichte Yellow Brick Road mit Rang neun die höchste Platzierung und blieb fast ein ganzes Jahr in den Charts.
Am 27. Oktober 2008 unterzeichnete sie bei Blue Note, um Yellow Brick Road in den USA zu veröffentlichen. Im Februar 2009 reiste Starke nach New York, um dort mit dem Produzenten Billy Mann (u. a. Pink, Céline Dion, Carole King, Joss Stone und Mary J. Blige) und seinem Team bei Blue Note Records zu arbeiten. Es entstanden zwei neue Lieder von ihr: Home Is You (gemeinsam mit Pete Wallace und Lisa Green) und A Woman’s Gonna Try (mit Pete Wallace und Billy Mann). Beide wurden als Bonus-Lieder mit auf die US-Ausgabe genommen, letzteres erschien im Juni in den Niederlanden als Single und erreichte in den Top 100 Platz 18.
Die niederländischen Musikpreise „Edison Jazzism Publieksprijs“ sowie „Edison Best Pop award for best newcomer“ bekam sie ebenfalls im Jahr 2009. Die Preise beruhen auf einer gemeinsamen Initiative der Edison Stiftung und der Zeitschrift Jazzism. Die Sängerin hatte 2009 Auftritte auf den Festivals IJAZZ, Parkpop und North Sea Jazz.
Das zweite Album Bags & Suitcases entstand 2010 in Miami in Florida mit dem Produzenten Pete Wallace (u. a. Pink, Michael Bolton, Herbie Hancock). Die Lieder sind ein wenig mehr folkig als auf ihrem Debütalbum und vor allem auf ihr eigenes Gitarrenspiel ausgerichtet. Es kam 2010 auf den siebten Rang in den Niederlanden.
Im Oktober 2010 ging Starke auf eine landesweite Theatertournee mit der musikalischen Show „From the Root to the Soul“, in der sie die Hauptrolle spielte. Ihre surinamischen Wurzeln spielen dabei inhaltlich ein tragendes Thema. Die Show wurde von über 40 niederländischen Theatern und Veranstaltern gebucht.
Anfang Mai 2011 gehörte sie neben Jan Garbarek und Stefanie Heinzmann auf dem 23. Jazzfest Gronau 2011 zu den Live-Acts. Im April 2015 trat Sabrina Starke bei dem Konzert zum fünfjährigen Bestehen des ZO! Gospel Choir im Amsterdamer Paradiso auf.

## Diskografie und Charts

### Alben
| Jahr | Titel                                  | Höchstplatzierung, Gesamtwochen, AuszeichnungChartplatzierungen (Jahr, Titel, Platzierungen, Wochen, Auszeichnungen, Anmerkungen) | Höchstplatzierung, Gesamtwochen, AuszeichnungChartplatzierungen (Jahr, Titel, Platzierungen, Wochen, Auszeichnungen, Anmerkungen) | Anmerkungen          |
| Jahr | Titel                                  | NL | BE | Anmerkungen          |
| ---- | -------------------------------------- | --- | --- | -------------------- |
| 2008 | Yellow Brick Road                      | NL9 Gold · (52 Wo.)NL | BE97 (2 Wo.)BE |                      |
| 2010 | Bags & Suitcases                       | NL7 (16 Wo.)NL | — |                      |
| 2012 | Outside the Box                        | NL28 (5 Wo.)NL | — |                      |
| 2013 | Lean on Me – the Songs of Bill Withers | NL8 (5 Wo.)NL | — | mit Metropole Orkest |
| 2015 | Sabrina Starke                         | NL20 (4 Wo.)NL | — |                      |

### Singles
| Jahr | Titel Album            | Höchstplatzierung, Gesamtwochen, AuszeichnungChartsChartplatzierungen (Jahr, Titel, Album, Platzierungen, Wochen, Auszeichnungen, Anmerkungen) | Anmerkungen |
| Jahr | Titel Album            | NL | Anmerkungen |
| ---- | ---------------------- | --- | ----------- |
| 2011 | Meer kan het niet zijn | NL30 (10 Wo.)NL | mit Bløf    |

Weitere Singles
- Do for Love (2008)
- Foolish (2009)
- A Woman’s Gonna Try (2009)
- Home Is You (2010)
- Sunny Days (2010)

## Auszeichnungen
- 2009 Edison Jazzism Publieksprijs
- 2009 Edison Best Pop Award for best Newcomer
- 2007 Music Matters Award Rotterdam
- 2006 Grote Prijs van Nederland (2. Platz in der Rubrik Singer/Songwriter)

## Lexikoneinträge
- muziekencyclopedie.nl: Sabrina Starke (09-08-1979 – heden) (niederländisch)